# Juan José Jordá
Juan José Jordá Catalá (Alcoy, Alicante, 1946-Santander, Cantabria, 2002) fue el rector de la Universidad de Cantabria durante los años 2001 y 2002.

## Biografía
Se licenció y doctoró en Medicina y Cirugía por la Universidad Complutense de Madrid, logrando en 1970 la plaza de profesor adjunto en el Departamento de Fisiología, hasta 1973. 
Un año después se traslada a la Universidad de Cantabria, donde trabaja como profesor agregado interino. En 1977 accedió al cargo de vicedecano de la Facultad de Medicina, y dos años después al de decano, ocupando dicho puesto hasta 1982. En 1983 logra la cátedra de Fisiología Humana. Entre los años 1984 y 1986 se encarga del vicerrectorado de Investigación de la Universidad de Cantabria, y entre 1988 y 1992 de la dirección de la Escuela Universitaria de Enfermería. En este año, comienza a trabajar como vicerrector de Investigación, cargo que ostenta hasta 2001. 
El 1 de marzo de dicho año es nombrado rector de la Universidad de Cantabria, sin embargo fallece inesperadamente el 24 de marzo del año siguiente, siendo sustituido como rector en funciones por Federico Gutiérrez-Solana.